# Cratere Murasaki
Murasaki è un cratere d'impatto presente sulla superficie di Mercurio, a 12,5° di latitudine sud e 30,5° di longitudine ovest, con diametro di 132 km.
Lungo la corona, nella parte settentrionale si trova il cratere Kuiper.
Il cratere è dedicato alla poetessa giapponese Murasaki Shikibu.